# Oxygaster anomalura
Oxygaster anomalura és una espècie de peix cipriniforme de la família dels ciprínids.

## Morfologia
- Els mascles poden assolir 20 cm de longitud total.[2][3]

## Alimentació
Menja insectes, incloent-hi larves de quironòmids.

## Hàbitat
És un peix d'aigua dolça i de clima tropical (22 °C-27 °C).

## Distribució geogràfica
Es troba a Àsia: des de Tailàndia fins a Indonèsia, incloent-hi el riu Mekong.

## Ús comercial
És molt rar als mercats locals de peixos.